# Dekanat Chojna
Dekanat Chojna – jeden z dekanatów należący do archidiecezji szczecińsko-kamieńskiej.

## Parafie
- Parafia św. Antoniego z Padwy w Brwicach
- Parafia Najświętszego Serca Pana Jezusa w Chojnie
- Parafia Świętej Trójcy w Chojnie
- Parafia Najświętszej Maryi Panny Matki Kościoła w Chojnie
- Parafia św. Maksymiliana Marii Kolbego w Godkowie
- Parafia św. Stanisława w Góralicach
- Parafia św. Andrzeja Boboli w Krajniku Górnym
- Parafia Świętego Krzyża w Nawodnej
- Parafia Matki Bożej Nieustającej Pomocy w Trzcińsku-Zdroju

## Dziekan i wicedziekan
Opracowano na podstawie materiału źródłowego.
- Dziekan: ks. mgr lic. Janusz Mieszkowski
- Wicedziekan: ks. mgr Wojciech Pluskot